# Санта Марија (Падова)
Санта Марија је насеље у Италији у округу Падова, региону Венето.
Према процени из 2011. у насељу је живело 276 становника. Насеље се налази на надморској висини од 20 м.